# Reichskrieg
Ein Reichskrieg war ein Krieg, den das Heilige Römische Reich als Ganzes gegen einen Gegner führte. Der Gegner konnte einer der Reichsstände oder ein Gegner außerhalb des Reiches sein. Der Reichskrieg wurde vom Kaiser ausgerufen. Spätestens seit dem Dreißigjährigen Krieg (1618–1648) wurde es üblich, dass die Kriegserklärung auch durch den Reichstag bestätigt wurde. Nach dem Ende des Heiligen Römischen Reichs 1806 und der Bildung des Deutschen Bundes (1815) wurden Kriege mehrerer deutscher Staaten bzw. Länder gegen andere Parteien als Bundesfeldzug bezeichnet (z. B. Schleswig-Holsteinischer Krieg (1848–1851), Deutscher Krieg (1866)).

## Einzelne Reichskriege
- Reichskrieg (1311–1312)
- Belagerung von Neuss, 1474/1475 Reichskrieg gegen Burgund
- Türkenkrieg (1663/1664)
- Großer Türkenkrieg (1683–1699)
- Französisch-Holländischer Krieg (1672–1678)
- Pfälzischer Erbfolgekrieg (1688–1697)
- Spanischer Erbfolgekrieg (1701–1714)
- Polnischer Erbfolgekrieg (1733–1738)
- Siebenjähriger Krieg, 1757 Reichskrieg gegen Preußen
- Erster Koalitionskrieg (1793–1797)
- Zweiter Koalitionskrieg (1799–1802)